# Uvarovites inflatus
Uvarovites inflatus är en insektsart som först beskrevs av Boris Petrovich Uvarov 1924.  Uvarovites inflatus ingår i släktet Uvarovites och familjen vårtbitare. Inga underarter finns listade i Catalogue of Life.